# Niels Helveg Petersen
Niels Lolk Helveg Petersen, född 17 januari 1939 i Odense, död 3 juni 2017 på Langeland, var en dansk politiker för Det Radikale Venstre, förutvarande medlem av Folketinget och förutvarande minister.
Han var son till förutvarande folketingsmedlemmen och ministern Kristen Helveg Petersen och förutvarande borgmästaren i Köpenhamn Lilly Helveg Petersen. Hans ene son, Morten Helveg Petersen, har tidigare varit medlem av Folketinget för Det Radikale Venstre, medan hans andre son Rasmus Helveg Petersen blev invald i Folketinget 2011. Han gifte sig med politikern Kirsten Lee 1984.
Helveg Petersen var dansk ekonomiminister från den 3 juni 1988 till den 18 december 1990 och utrikesminister från den 25 januari 1993 till den 21 december 2000.